# Mendonça Filho (político)
José Mendonça Bezerra Filho GCRB • GCME • GOMA (Recife, 12 de junho de 1966) é um administrador e político brasileiro filiado ao União Brasil (UNIÃO). Atualmente é deputado federal. Foi ministro da Educação durante o governo Michel Temer. Por Pernambuco, foi governador, deputado federal durante três mandatos anteriores e deputado estadual em duas ocasiões.
Consultor na área de educação e gestão pública, atualmente é consultor da Fundação Lemann e da Unesco.

## Família e educação
Nasceu no Recife e passou a infância e a adolescência entre a capital e Belo Jardim, terra natal de seus pais e município onde iniciou a carreira política. Filho de Estefânia Maria Nazaré de Moura Bezerra e do ex-deputado federal José Mendonça Bezerra, falecido em 2011, é o segundo filho de uma família de seis irmãos. É Casado com Taciana Vilaça Mendonça, filha do ex-ministro Marcos Vilaça, com quem tem 3 filhos, José, Ilanna e Vinícius.
Estudou na Escola Parque, considerada uma instituição de formação de esquerda. Formou-se em Administração de Empresas pela Universidade de Pernambuco e fez o curso de Gestão Pública pela Kennedy School, Escola de Governo da Universidade de Harvard (EUA).

## Carreira política
Tem experiência em diversos cargos e funções públicas, tanto no Poder Legislativo, como no Executivo. Foi deputado estadual, secretário de Estado, secretário de Estado, vice-governador do Estado de Pernambuco nas duas gestões do governador Jarbas Vasconcelos (1999-2003/ 2003-2006), governador, deputado federal por três mandatos e ministro da Educação.

### Deputado estadual
Começou a vida pública aos 20 anos filiando-se ao PFL e sendo eleito o deputado estadual mais novo nas eleições de 1986. Foi Deputado Constituinte e contribuiu para a elaboração da Constituição de Pernambuco, em 1989.

### Secretário de Agricultura
Como secretário de Agricultura, no Governo de Joaquim Francisco (1991/1995), criou o Programa Água Para Todos para construção de adutoras no Estado e o “Terra e Comida”, um programa de reforma agrária feito pelo Governo do Estado com a distribuição de 13.000 títulos de terra para agricultores da zona canavieira em troca de dívida de usineiros.

### Deputado federal
Como deputado federal foi reconhecido pela Revista Veja e pelo DIAP como um dos parlamentares mais atuantes do País. Foi autor do projeto que prorrogou o prazo dos benefícios da Lei de Informática até 2029;
Coordenador do Comitê Pró impeachment, Mendonça Filho teve atuação destacada no processo que levou ao impeachment da então presidente Dilma Rousseff.
Em março de 1995, Mendonça Filho foi admitido pelo presidente Fernando Henrique Cardoso à Ordem do Mérito Militar no grau de Comendador especial.
Na Câmara dos Deputados, participou de várias comissões, destacando-se como presidente da Comissão Especial de Reforma Política e Eleitoral. O seu mandato ficou marcado pela emenda constitucional que recebeu seu nome e permitiu a reeleição para presidente, governadores e prefeitos. O que ocasionou a reeleição de FHC e do vice Marco Maciel, aliados de Mendonça. Em 1998, disputou o governo de Pernambuco como vice na chapa encabeçada por Jarbas Vasconcelos (PMDB).

### Vice-governador
Assumiu como vice-governador em janeiro de 1999, ao lado do governador Jarbas Vasconcelos. Foi o principal executivo do Governo Jarbas/Mendonça tendo coordenado a atração de investimentos como a Refinaria Abreu e Lima, o Estaleiro Atlântico Sul, a ampliação e consolidação do Porto de Suape, programas como Águas de Pernambuco, Estradas para o Desenvolvimento, a implantação dos Centros de Ensino Experimental (Escolas em Tempo Integral) e do Porto Digital. Foi secretário-executivo do Pacto 21, um conselho formado por empresários, intelectuais e universidades para discutir projetos estruturadores para impulsionar o desenvolvimento econômico e social de Pernambuco. Coordenou o  processo de privatização da CELPE, iniciado ainda no governo de Miguel Arraes, em que o então Governador Eduardo Campos era o Secretário da Fazenda.

### Governador
Em abril de 2006 assumiu o Governo de Pernambuco em substituição a Jarbas Vasconcelos, que deixou o cargo para disputar uma vaga de senador da República. Entre os projetos criados na gestão Mendonça Filho estão o Universidade Democrática, que garantiu gratuitamente o acesso de jovens da rede pública estadual  à Universidade de Pernambuco, o Jovem Campeão, com construção de quadras poliesportivas nas escolas da rede estadual e o Ação Integrada pela Segurança, para promover a juventude, estimular a cidadania e aumentar a segurança no Estado com um conjunto de ações de prevenção e repressão policial.

### Ministro da Educação
A gestão de Mendonça Filho à frente do Ministério da Educação promoveu um conjunto de mudanças estruturais visando dar um salto de qualidade na educação  nos próximos anos, como a reforma do ensino médio, e a homologação da primeira Base Nacional Comum Curricular da educação básica no País. Quando assumiu o MEC, em maio de 2016, o diagnóstico dos especialistas e os indicadores de ensino nacionais como o IDEB e ANA e internacionais como o PISA mostravam uma realidade dura. Os principais gargalos na educação eram alfabetização inadequada, a aprendizagem ruim de nossos jovens e as dificuldades na formação do professor. Mendonça lançou várias ações para enfrentar essa realidade como a política nacional de alfabetização, a política nacional de escolas em tempo integral, a reforma do ensino médio, a política de formação de professores, que teve como carro chefe o programa residência pedagógica. Sua gestão foi marcada por polêmicas como a audiência concedida ao ex-ator pornô Alexandre Frota e a tentativa de censura à disciplina do professor Luis Felipe Miguel intitulada "O golpe de 2016 e o futuro da democracia no Brasil". Ele também juntamente com o CFM,  suspendeu a criação de curso de medicina no Brasil por 5 anos, por mais que o Brasil tenha um dos menores índices mundiais de médicos para sua população, mal distribuidos "A taxa das 27 capitais é de 5,07 médicos por mil habitantes. No Interior do País, esse índice é 1,28, ou seja, 3,9 vezes menor", gerando preços exorbitantes em custo deste curso nas faculdades , dados conflitantes do IBGE, entre outras consequências: 
A criação de cursos de medicina no país está suspensa por cinco anos, de acordo com portaria assinada hoje (5) durante reunião do presidente Michel Temer com o ministro da Educação, Mendonça Filho, e representantes do Conselho Federal de Medicina e entidades ligadas ao setor. A medida vale para instituições públicas federais, estaduais e municipais e privadas. A ampliação de vagas em cursos de medicina já existentes em instituições federais também fica suspensa pelo mesmo período.
Assumiu a presidência pro tempore do setor educacional do Mercosul (jun a dez 2017), durante a 50ª Reunião de Ministros de Educação do Mercosul (RME), em Buenos Aires, em junho de 2017. O Brasil assumiu o posto – que estava com os argentinos – sugerindo a implementação de um sistema comum de avaliação de indicadores de qualidade para a educação básica. Deixou o ministério em 6 de abril de 2018.

### Candidaturas
Disputou a reeleição em 2006 pelo cargo de governador, vencendo o primeiro turno com quase 40% dos votos, porém, perde o 2 turno com a união dos opositores.
Candidatou-se a prefeitura do Recife na eleição municipal de 2008, obtendo o segundo lugar, voltou a ser candidato na eleição municipal de 2012, obtendo o quarto lugar.
Nas eleições de 2018, após ter sido cotado como possível candidato a vice na chapa de Geraldo Alckmin para a Presidência da República, foi um dos candidatos ao Senado Federal por Pernambuco, pela coligação oposicionista. Após uma campanha acirrada em que chegou a aparecer como um dos favoritos em pesquisas, ficou em terceiro lugar na disputa com 19,58%, sendo derrotado por Humberto Costa e Jarbas Vasconcelos, ambos eleitos na ocasião.
Nas eleições municipais de 2020, Mendonça Filho foi candidato a prefeito da coligação "Recife acima de tudo" (PSDB/PTB/PL/DEM), com Priscila Krause como vice. Dentre as principais doações para sua campanha, o Diretório Nacional do Democratas enviou mais de 3,8 milhões de reais e o empresário Salim Mattar Júnior doou 200 mil reais. Ao final, o candidato recebeu 25,11% dos votos válidos no primeiro turno e, em razão de uma diferença inferior a 23 mil votos, não conseguiu ficar entre os dois mais votados (João Campos e Marília Arraes).

## Premiações
- Educador do Ano 2016, Academia Brasileira de Educação (ABE);[49]
- Personalidade da Gestão Pública de 2018, 17º Fórum Empresarial LIDE;[50]
- Direitos Humanos 2018, Ministério dos Direitos Humanos.

## Livros
- Reeleição: aprimorando o sistema presidencial brasileiro. Brasília. Senado Federal, 1998[51]